# Lothaire Bluteau
Lothaire Bluteau, né le 14 avril 1957 à Montréal, est un acteur québécois.

## Biographie
Bluteau est né à Montréal en 1957. Il étudie d'abord la médecine avant de s'inscrire au Conservatoire de musique et d'art dramatique du Québec. Il parle couramment le français et l'anglais et s'est produit dans les deux langues.

## Filmographie

### Cinéma
- 1983 : Rien qu'un jeu : disc jockey
- 1984 : Les Années de rêves : Fernand
- 1986 : Sonia
- 1987 : Les Fous de Bassan : Perceval Brown
- 1988 : La Nuit avec Hortense
- 1988 : Bonjour Monsieur Gauguin
- 1989 : Jésus de Montréal : Daniel
- 1991 : Robe noire : père Laforgue
- 1992 : Ange de musique
- 1992 : Orlando : The Khan
- 1992 : Dotknięcie ręki (pl) : Stefan
- 1995 : Le Confessionnal : Pierre Lamontagne
- 1995 : Other Voices, Other Rooms : Randolph Skully
- 1996 : I Shot Andy Warhol : Maurice Girodias
- 1997 : Bent : Horst
- 1998 : Conquest (en) : Pincer Bedier
- 1998 : Animals (Animals and the Tollkeeper) : Laurent jeune
- 1999 : Senso unico : Francesco
- 2000 : Urbania : Bill
- 2001 : Solitude : Brother Bernard
- 2002 : Dead Heat : Tony LaRoche
- 2002 : Julie Walking Home : Alexei
- 2005 : Desolation Sound : Benny
- 2007 : Walk All Over Me
- 2008 : Les Copains des neiges (Snow Buddies) de Robert Vince : François (voix)
- 2010 : L'enfant prodige : Pipo
- 2013 : Rouge Sang : le capitaine
- 2015 : Régression : le révérend Murray
- 2024 : La Fonte des glaces de François Péloquin (en) : Marc St-Germain

### Télévision
- 1986 : Miami Vice Saison 2 - Un aller simple (One Way Ticket)
- 1992 : Tous les rêves sont permis (Mrs. 'Arris Goes to Paris) : André
- 1997 : Nostromo : Martin Decoud
- 1998 : Shot Through the Heart : Zijah
- 1999 : Dead Aviators : Charles Nungesser
- 1999 : New York, unité spéciale (saison 1, épisode 6) : professeur James Henri Rousseau
- 2001 : Oz (saison 4) : Guillaume Tarrant
- 2001 : New York, section criminelle (saison 1, épisode 10) : Rick Zainer
- 2003 : Vivre malgré tout : Will
- 2003 : New York, unité spéciale (saison 4, épisode 15) : Erich Tassig
- 2003 : 24 heures chrono : Marcus Alvers
- 2004 : Gerald L'Ecuyer: A Filmmaker's Journey
- 2006 : New York, cour de justice (saison 1, épisode 13) : Andres Voychek
- 2007 : Race to Mars mini-série télévisée
- 2010 : Les Tudors : ambassadeur Charles de Marillac
- 2012 : Missing : Au cœur du complot : « hard drive »
- 2014 : New York, unité spéciale (saison 15, épisode 17) : Anton Nadari
- 2015 : Vikings (télé) : l'empereur Charles II le Chauve
- 2016 : Esprits criminels : Unité sans frontières : le commissaire Pierre Clément

## Distinctions

### Nominations
- 1990 : Prix Génie du meilleur acteur dans un rôle principal dans Jésus de Montréal
- 1996 : Prix Génie Nomination meilleur acteur dans un rôle principal dans Le Confessionnal